# Nidularium correia-araujoi
Nidularium correia-araujoi là một loài thực vật có hoa trong họ Bromeliaceae. Loài này được E.Pereira & Leme mô tả khoa học đầu tiên năm 1986.